# Мокал Сингх
Мокал Сингх (хинди राणा मोकल; ок. 1409—1433) — четвертый махарана раджпутского княжества Мевар из династии Сисодия (1421—1433).
Сын и преемник махарани Лакхи Сингха. Махарана Мокал был описан как великий строитель, черта, которую он унаследовал от своего отца. Он создавал различные здания, а также завершал те, которые были начаты его отцом Лакхой. Он отремонтировал храм Самадхишвар, который был построен королем Бходжей Пармаром, поэтому его также называют Мокал Джи Ка Мандир.

## Предыстория
Мокал был младшим сыном Лакхи Сингха и родился от его жены Хансы бай, принцессы Мандора. Его мать изначально была помолвлена не с его отцом, а со старшим сыном Лакхи, принцем Чундой Сисодией. Когда делегация из Мандоре прибыла в Читтор, чтобы официально оформить помолвку, Чунда отсутствовал при дворе. Пожилой Лакха пошутил с делегацией, заметив, что предложение явно не предназначено для такого «седобородого», как он. Когда Чунда позже узнал об этом комментарии, гордый принц отказался от брака, поскольку не мог принять предложение, которое его отец, хотя и в шутку, публично отклонил. Старый махарана, не сумев переубедить своего сына и опасаясь оскорбить могущественную семью Хансы Бая, был вынужден сам жениться на принцессе. Взамен Чунда должен был отказаться от своего положения наследника престола в пользу старшего сына, рожденного Хансой Бай.

## Правление
Лакха Сингх, 4-й махарана Мевара, погиб на войне, оставив молодого Мокала своим преемником. Будучи несовершеннолетним, его старший брат Чунда Сисодия начал следить за положением дел, как и обещал ране Лакхе. Но мать Мокала, Ханса Бай, не одобряла влияние, которое Чунда имел на дворян Мевара. Она усомнилась в его честности и в его намерениях. Её негодование заставило Чунду покинуть Читтор и удалиться в Манду, столицу Малвы. Рани Ханса Бай обратилась за помощью к своему брату Ранмалу, чтобы управлять положением дел от имени Мокала, пока он не достиг совершеннолетия.
Махарана Мокал недолго был правителем Мевара, но прославился как самый знаменитый воин своей расы. Он победил Нагур, Гуджарат и отразил вторжение Делийского султаната (династия Сайидов). Но самое главное, он завершил строительство дворцов, начатых его отцом махараной Лакхой, и намеревался построить более эстетичные сооружения. Его убийство дядьями по отцовской линии, Чачей и Мерой, в 1433 году положило конец становлению великого Махараны в молодом возрасте 24 лет.
Рана Кумбха, которому на момент смерти Мокала было всего 13 лет, взошел на княжеский трон в решающий момент в истории Мевара. Возможно, у молодого Кумбхи была самая неблагоприятная ситуация после безвременной смерти его отца, но доблесть и дальновидность его отца, Махараны Мокала, вдохновили его стать одним из величайших правителей Мевара.